# Juliusz Gardan
Juliusz Gardan, właściwie Juliusz Gradstein (ur. 12 listopada 1901 w Częstochowie, zm. 29 grudnia 1944 w Aszchabadzie) – polski reżyser i scenarzysta filmowy.

## Życiorys
Twórca popularnych przedwojennych filmów. Studiował prawo i romanistykę na Uniwersytecie Warszawskim. W latach trzydziestych XX wieku pracował dla wielu wytwórni filmowych: "Sfinks", "Elektra-Film", "Parlofilm", "Rex-Film".
We wrześniu 1939 roku dokumentował na taśmie filmowej obronę Warszawy. W czasie II wojny światowej trafił na tereny ZSRR. W Aszchabadzie był twórcą i przewodniczącym oddziału Związku Patriotów Polskich. Zmarł na gruźlicę.

## Filmografia
- 1928 – Kropka nad i – reżyseria, scenariusz
- 1929 – Policmajster Tagiejew – reżyseria
- 1930 – Uroda życia – reżyseria, scenariusz
- 1931 – Serce na ulicy – reżyseria, scenariusz
- 1933 – 10% dla mnie – reżyseria
- 1933 – Szpieg w masce – kierownictwo artystyczne
- 1933 – Wyrok życia – reżyseria
- 1934 – Czy Lucyna to dziewczyna? – reżyseria, scenariusz-opracowanie
- 1934 – Śluby ułańskie – kierownictwo artystyczne
- 1935 – Dwie Joasie – kierownictwo artystyczne
- 1936 – Trędowata – reżyseria, scenariusz
- 1937 – Halka – reżyseria
- 1937 – Pani minister tańczy – reżyseria
- 1938 – Wrzos – reżyseria, scenariusz
- 1939 – Doktór Murek – reżyseria, scenopis